# Lac des Abénaquis
Le Lac des Abénaquis est un lac situé dans la municipalité de Sainte-Aurélie, dans la MRC Les Etchemins, dans la région dans la région administrative de Chaudière-Appalaches, au Québec, au Canada.

## Géographie
Ce lac d'une profondeur maximum de 4.2 mètres constitue la source de la rivière des Abénaquis à Sainte-Aurélie, laquelle traverse ensuite la municipalité de Saint-Prosper (Québec), puis rejoint la rivière Famine qui se jette dans la rivière Chaudière à Saint-Georges (Québec). Cette dernière se déverse sur la rive Sud du Fleuve Saint-Laurent.

## Toponymie

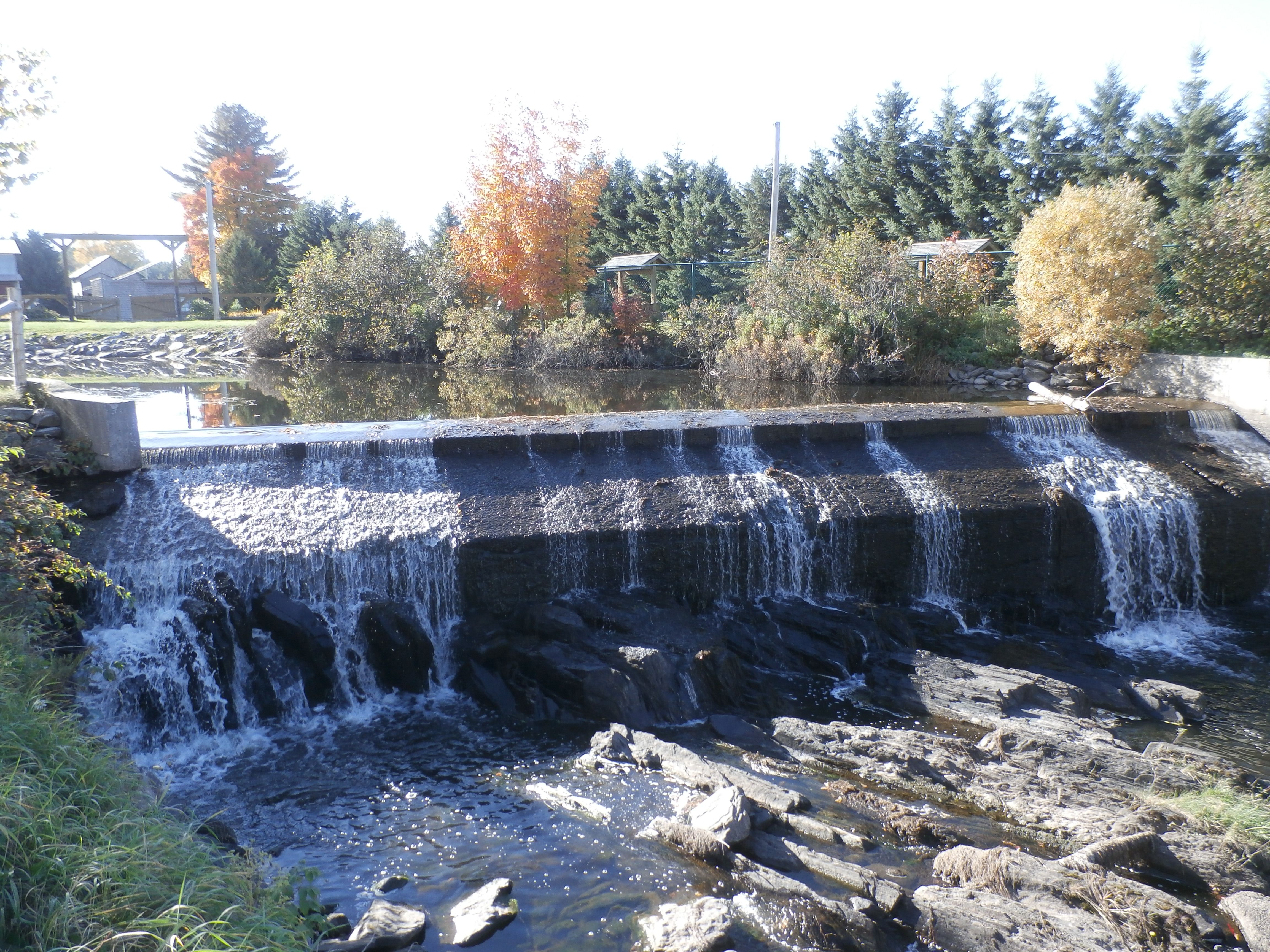
Barrage du Lac des Abénaquis ou débute la rivière des Abénaquis.

Le terme "Abénaquis" désigne l'une des onze nations autochtones du Québec. Ce terme est dérivé de wabun « lumière » et d'a'ki « terre », signifiant « peuple du matin » ou « peuple de l'Est ».
Au début de la colonisation européenne dans l'Est de l'Amérique du Nord, les Abénaquis occupaient la région centrale du territoire actuel du Maine, soit entre le fleuve Saint-Jean (Canada) et la Saco River (États-Unis). La colonisation britannique engendra la migration de la majorité de cette communauté vers le Nord jusqu'à la vallée du Saint-Laurent.
Entre 1676 et 1680, les Abénaquis s'établirent progressivement dans la région de Sillery, près de Québec ; en 1684, ils déménagèrent du côté méridional du fleuve, aux abords des chutes de la rivière Chaudière. Chaque été, ils élevaient leurs tentes coniques près du fleuve Saint-Laurent, entre Lévis et Bécancour. Au début du XVIIIe siècle, ils s'implantèrent définitivement à Odanak (1700) et à Wôlinak (1708), villages construits sur la rive sud du fleuve Saint-Laurent, entre Sorel et Bécancour, face à Trois-Rivières, dans la région du Centre-du-Québec. Au XXIe siècle, Odanak et Wôlinak constituent les deux seules communautés abénaquises du Québec.
Croyant à l'immortalité de l'âme, les Abénaquis vénéraient un panthéon dominé par les divinités du bien et du mal. Excellents chasseurs-trappeurs, ils pratiquaient la pêche et la cueillette de petits fruits. Sous l'influence des colonisateurs français, ils se mirent à cultiver des céréales, des courges, des haricots, des pommes de terre et du tabac.
Vite associés aux Français par l'entremise des missionnaires, les Abénaquis combattirent constamment les Anglais et leurs alliés iroquois. Par exemple, ils participèrent à l'expédition de l'hiver 1690 contre des forts et des postes britanniques situés en Nouvelle-Angleterre, ainsi qu'à la bataille des Plaines d'Abraham de septembre 1759. Cette bataille mit pratiquement fin à la présence française sur le continent nord-américain.
Les colonisateurs français en Amérique ont utilisé le nom Abénaquis ou différentes autres formes - dont Abenaquioicts (Champlain, 1632), Abenaquiois (Champlain, 1632) ou Abenati (Hennepin, 1698) - au moins depuis le début des années 1630. La présence abénaquise en sol québécois s'est traduite dans quelques désignations toponymiques (lacs, cours d'eau et voies de communication),.